# オスカル・ドルーデ
カール・ゲオルク・オスカル・ドルーデ（Carl Georg Oscar Drude、1852年6月5日 - 1933年2月1日）はドイツの植物学者である。植物生態学の創始者の一人である。

## 略歴
ニーダーザクセン州のブラウンシュヴァイクに生まれた。Collegium Carolinum（現在のブラウンシュヴァイク工科大学）で自然科学を学んだ後、1871年からゲッティンゲン大学で学び、植物地理学のパイオニア、アウグスト・グリーゼバッハの助手として働いた。1874年に博士号を得た。ゲッティンゲン大学植物園長、フリードリヒ・ゴットリープ・バルトリンクのもとで、標本研究を行い、植物学の講師を務めた。1876年にドレスデン工科大学に移り、植物学の教授を務めた。1907年にドイツの科学アカデミーレオポルディーナの会員に選ばれた。

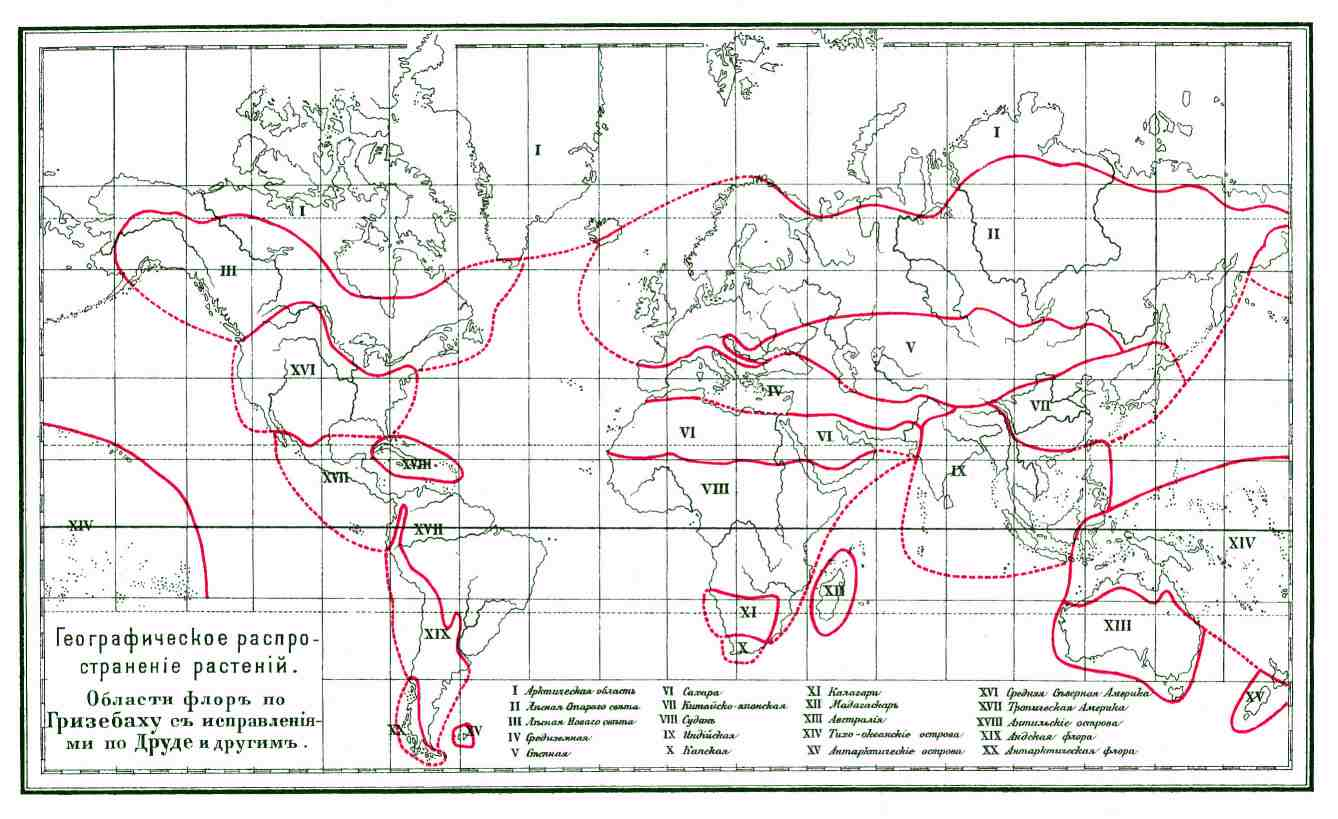
グリーゼバッハとドルーデの著書の植物区分の図 (1870年代中期)

ドレスデン工科大学が単科大学から、総合的な大学に変わた時、自然科学教育の分野の改編に貢献した。1889年に現在のドレスデン工科大学植物園（Botanischer Garten der Technischen Universität Dresden）を農学者のシュテグリッヒ（Bruno Steglich）とともに創立し、植物の栽培試験場として機能をもたせた。1895年にザクソン科学アカデミーの准会員、1907年に会員となった。
セリ科の植物の属名 Drudeophytumに献名された。

## 著作
- Handbuch der Pflanzengeographie, 1890 (Digitalisat und Volltext - Deutschen Textarchiv)
- Deutschlands Pflanzengeographie, 1896
- Die hercynische Florenbezirk, 1902
- Die Ökologie der Pflanzen, 1913
- „Jeder geschlossene Pflanzenbestand hat zu Charakterarten diejenigen, welche den Teppich der Pflanzendecke in ihrer Geselligkeit an erster Stelle wirken und in welche die übrigen als beigemischte Nebenarten eingestreut sind“ (Die Ökologie der Pflanzen, 1913, S. 215).
- „Die physiographische Ökologie hat die Aufgabe, die Assoziationen festzustellen, voneinander abzugrenzen, und die besonderen Verhältnisse von Klima und Boden, welche jede an ihrem Ort bannen oder aber sie dynamisch (progressiv oder regressiv) beeinflussen, der Erkenntnis näher zu führen“ (Die Ökologie der Pflanzen, 1913, S. 218).